# Fruita del bosc

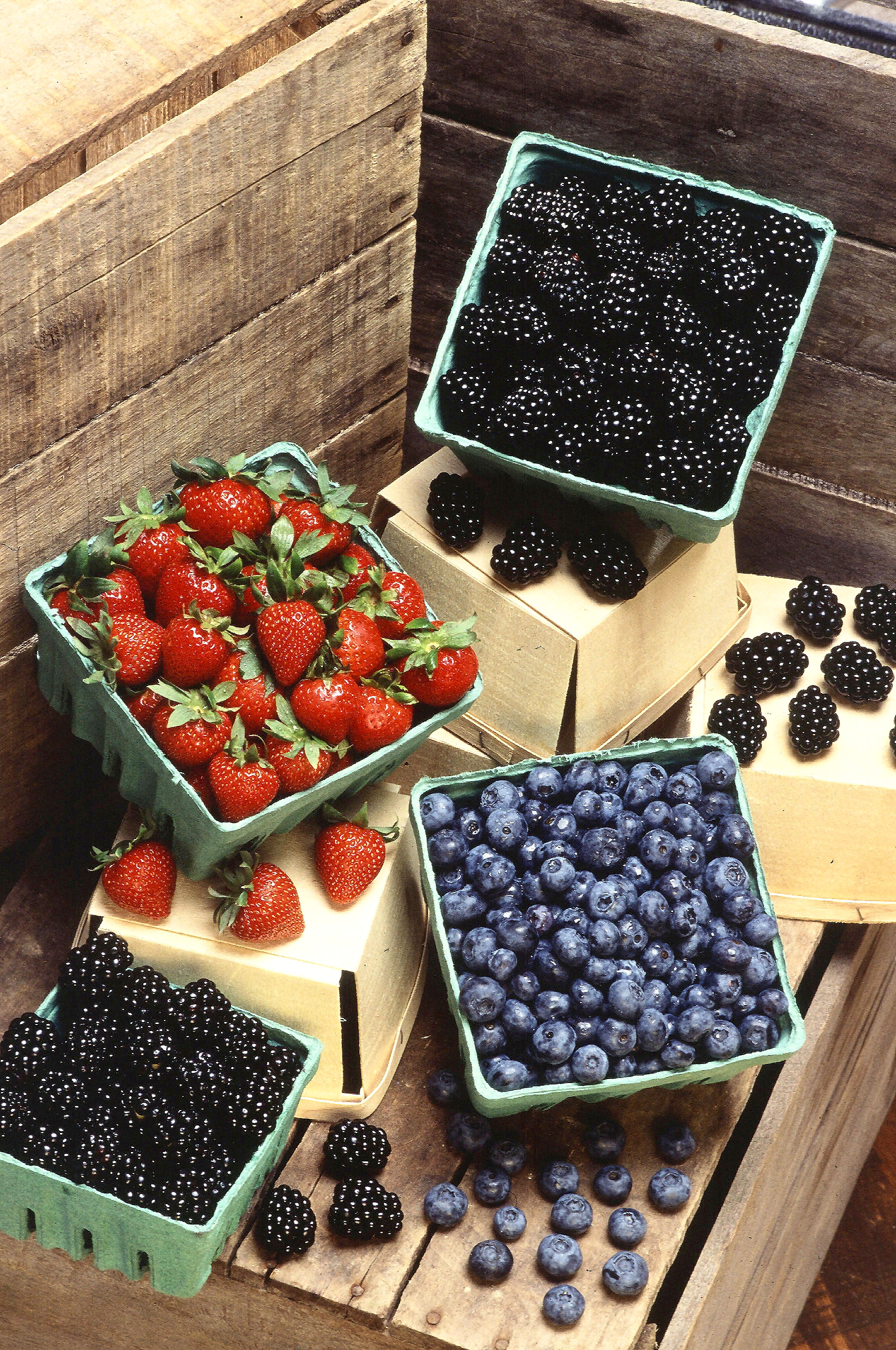
Diverses fruites de bosc

L'expressió popular fruites del bosc s'utilitza per a designar un conjunt de diferents fruites petites i comestibles, usualment de colors foscos (vermells, grana, blavosos, morat, negre) que tradicionalment no es cultivaven sinó que es collien en arbustos silvestres.
A l'edat mitjana els boscs pertanyien al senyor feudal i les persones que els pretenien collir n'havien de demanar permís i pagar un preu establert amb el senyor.
Aquesta expressió no és vàlida en botànica, però sí que s'utilitza en gastronomia, on inclou fruites com la maduixa, el gerd, el nabiu, la móra, la riba o grosella, etc.